# Gare de Rábatamási
La gare de Rábatamási (en hongrois : Rábatamási vasútállomás) est une halte ferroviaire hongroise, située à Rábatamási.